# Dobričić
Dobričić (dobričić, čihovac, šoltanac, okručanac, plavac veliki, slatinjanac, šiljak, crljenak slatinski) je stara, izvorno dalmatinska, sorta grožđa. Poznata je po izuzetno tamnoj crveno-rubin boji i vjerojatno je genetski predak plavca malog. Uzgaja se prvenstveno na Šolti, a proizvodnja mu je toliko opala, da mu praktički prijeti izumiranje. Razlog tome je nepopularnost kod vinogradara radi osjetljivosti na peronosporu.
Okus dobričića je pun, trpak i opor.  Posjeduje vrlo tamnu boju i gust je.

## Vanjske poveznice
- Mali podrum  Arhivirana inačica izvorne stranice od 28. rujna 2007. (Wayback Machine) - Dobričić; hrvatska vina i proizvođači